# Matching-to-Sample
Matching-to-sample bezeichnet in der tierexperimentellen Psychologie eine bestimmte Versuchsanordnung, mit welcher Gedächtnisfunktionen untersucht werden. Der englische Begriff wird auch im deutschen Sprachgebrauch so übernommen und bedeutet in etwa „die richtige, dem Beispielreiz entsprechende Auswahlmöglichkeit auswählen“.

## Simultaneous matching-to-sample
Bei simultaneous matching-to-sample werden Beispiel- und Zielreiz zur gleichen Zeit dargeboten.

### Beispiel
Populär wurden matching-to-sample-Experimente vor allem mit Tauben. Die einfachste Versuchsanordnung sei an folgendem Beispiel dargestellt:
Vor der Taube befinden sich drei kleine, beleuchtbare Knöpfe. Der mittige Knopf wird grün beleuchtet. Die äußeren Knöpfe werden ebenfalls beleuchtet, wobei einer ebenfalls grün und der andere in einer anderen Farbe erscheint. Sie erhält nun nur dann einen appetitiven Verstärker, wenn sie auf denjenigen äußeren Knopf pickt, der die gleiche Farbe wie der Mittige aufweist (hier: grün). Der mittige Knopf stellt den Beispielreiz (sample stimulus) dar, nach welchem sich die Taube in ihrer Pickreaktion richten muss. Derjenige äußere Knopf, der die gleiche Farbe wie der Beispielreiz aufweist, wird als Zielreiz (target stimulus) bezeichnet. Auf ihn muss die Taube picken, um verstärkt zu werden. Andere, gemeinsam mit dem Zielreiz dargebotene Reize heißen Distraktorreize (also Ablenkungsreize, denn die Taube begeht einen Fehler, wenn sie auf diese pickt).

### Untersuchungsgegenstand
Obiger Versuchsaufbau stellt ein Beispiel für simultaneous matching-to-sample dar. Derartige Versuche dienen besonders dazu, die Diskriminationsgrenzen der Organismen zu untersuchen. Farbige Lichter unterscheiden sich beispielsweise in ihrer Wellenlänge. Man kann nun Beispiel- und Zielreiz in ihren Wellenlängen immer mehr angleichen, bis die Taube beide nicht mehr unterscheiden kann. Somit kann man ermitteln, welche Wellenlängenunterschiede des sichtbaren Lichtes eine Taube noch wahrnehmen kann.
Des Weiteren erlauben derartige Experimente herauszufinden, welche Objekte ein Organismus unterscheiden kann. Beispielsweise können Tauben nicht nur Bilder von Tieren, Dinge wie Tische und Stühle und menschliche Gesichter unterscheiden – sie können sogar dieselben Gesichter mit unterschiedlichen Stimmungen diskriminieren.
Ein weiterer Untersuchungsgegenstand ist die Generalisierungsfähigkeit von Organismen. Es interessiert also, wie gut Organismen von einem Reiz auf andere transferieren können. Beispielsweise zeigte man Tauben als Beispielreize verschiedene Fotografien, auf denen Wasser in irgendeiner Form abgebildet war (sei es als See, als Regen, als Bach etc.). Als Zielreize bot man für die Taube neue Bilder, auf denen ebenfalls Wasser dargestellt war, dar. Tauben können sehr gut diejenigen Fotografien mit Wasser erkennen und beispielsweise gut von Bildern mit blauen Planen oder blauem Himmel unterscheiden.

## Delayed matching-to-sample
Bei einer delayed matching-to-sample-Aufgabe werden Beispiel- und Zielreiz nicht gleichzeitig, sondern zeitlich verzögert dargeboten (engl. delay: Verzögerung, Verspätung). Somit lassen sich Gedächtnisfunktionen untersuchen.

### Beispiel
Vor einer Taube befinden sich drei beleuchtbare Knöpfe. (In der Regel wird in Tierexperimenten zuerst kurz der mittlere Knopf beleuchtet und ein Picken der Taube auf diesen abgewartet, um sicherzugehen, dass die Taube ihre Aufmerksamkeit auf die Knöpfe richtet.) Auf dem mittleren Knopf wird der Beispielreiz dargeboten. Dann wird dieser für eine bestimmte Zeitspanne abgestellt. Nach diesem Intervall werden die beiden äußeren Knöpfe mit dem Ziel- und einem Distraktorreiz beleuchtet und die Taube muss auf den Zielreiz, der dem Beispielreiz entsprechen muss, anpicken, um verstärkt zu werden.

### Untersuchungsgegenstand
Das Einfügen eines Zeitintervalls zwischen Beispiel- und Zielreiz ermöglicht die Untersuchung von Gedächtnisleistung und -funktion.
Man beobachtete, dass der Anteil richtiger matching-Entscheidungen sukzessive mit wachsendem Zeitintervall zwischen den Reizen abnimmt.
Gleichzeitig gibt es jedoch eine interessante Einschränkung dieses Befundes: Man untersuchte verschiedene Gruppen von Tauben. Während der Trainingsphase dauerte das Zeitintervall zwischen Beispiel- und Zielreiz in jeder der Experimentalgruppen verschieden lang (zwischen 2s und 20s). Für eine Gruppe war es jedoch immer gleich. Danach führte man mit den Tauben Testphasen durch, in welchen man das Zeitintervall von Durchgang zu Durchgang von 2s auf 20s verlängerte.
Entsprechend den obigen Untersuchungsergebnissen müsste man erwarten, dass die matching-Leistung mit wachsendem Intervall generell schlechter wird. Man beobachtete jedoch, dass das Zeitintervall, bei dem die Tauben die beste Leistung zeigten, nicht das kürzeste, sondern dasjenige Intervall war, welches auch im Training verwendet wurde. Waren die Tauben mit einem Zeitintervall von 10s zwischen den Reizen trainiert worden, zeigten sie die beste matching-Leistung beim 10s-Intervall.
Eine weitere experimentelle Variation des matching demonstriert gezieltes Vergessen (Cued forgetting).